# Campionati italiani di winter triathlon del 2018
I Campionati italiani di winter triathlon del 2018 (XX edizione) sono stati organizzati dalla Federazione Italiana Triathlon e si sono tenuti a Asiago in Veneto, in data 4 febbraio 2018.
Tra gli uomini ha vinto per la terza volta Giuseppe Lamastra (Trisports.it Team) che conferma il risultato ottenuto l'anno precedente e nell'edizione del 2013, mentre la gara femminile è andata a Sandra Mairhofer (Granbike Triathlon).

## Risultati

### Élite uomini
| Pos. | Atleta               | Società sportiva           | Corsa   | Bici    | Sci di fondo | Totale  |
| ---- | -------------------- | -------------------------- | ------- | ------- | ------------ | ------- |
|      | Giuseppe Lamastra    | Trisports.it Team          | 0:21:31 | 0:20:48 | 0:16:45      | 1:00:25 |
|      | Daniel Antonioli     | Esercito                   | 0:20:05 | 0:22:31 | 0:16:39      | 1:00:39 |
|      | Alessandro Saravalle | Trisports.it Team          | 0:22:53 | 0:21:38 | 0:18:05      | 1:04:37 |
| 4    | Mattia De Paoli      | G.P. Triathlon             | 0:21:56 | 0:23:18 | 0:18:08      | 1:04:53 |
| 5    | Arnold Eibensteiner  | Aut-Austria                | 0:22:29 | 0:21:41 | 0:19:23      | 1:05:25 |
| 6    | Marco Panzavolta     | Padova Nuoto Triathlon     | 0:21:45 | 0:22:58 | 0:19:15      | 1:05:27 |
| 7    | Giordano Suardi      | Olimpic Triathlon          | 0:22:07 | 0:22:37 | 0:20:21      | 1:07:15 |
| 8    | Davide Bajo          | PPRTeam                    | 0:21:00 | 0:23:05 | 0:21:45      | 1:07:34 |
| 9    | Guido Ricca          | T.D. Cremona               | 0:22:20 | 0:24:06 | 0:19:33      | 1:07:44 |
| 10   | Alessio Manfrin      | Tri. Rari Nantes Marostica | 0:22:55 | 0:24:32 | 0:18:57      | 1:08:33 |
| 11   | Walter Polla         | Triathlon Alto Adige       | 0:23:25 | 0:24:05 | 0:19:34      | 1:08:39 |
| 12   | Alberto Casadei      | Fiamme Oro                 | 0:21:31 | 0:25:03 | 0:21:07      | 1:09:51 |
| 13   | Luca Alladio         | Trisports.it Team          | 0:24:21 | 0:24:24 | 0:20:11      | 1:10:41 |
| 14   | Daniele Galasso      | Reaction                   | 0:21:12 | 0:26:24 | 0:21:17      | 1:11:18 |
| 15   | Marco Liporace       | Trisports.it Team          | 0:23:45 | 0:24:41 | 0:21:34      | 1:11:54 |
| 16   | Gian Marco Rivella   | Granbike Triathlon         | 0:24:03 | 0:24:34 | 0:21:26      | 1:11:59 |
| 17   | Davide Sossella      | CY Laser Tri Schio         | 0:23:28 | 0:25:31 | 0:20:52      | 1:12:07 |
| 18   | Cristiano Allio      | Granbike Triathlon         | 0:22:08 | 0:24:29 | 0:24:44      | 1:13:24 |
| 19   | Matteo Bonifacino    | Granbike Triathlon         | 0:23:48 | 0:25:27 | 0:21:56      | 1:13:26 |
| 20   | Paolo Ricca          | T.D. Cremona               | 0:25:13 | 0:25:07 | 0:21:44      | 1:14:15 |

### Élite donne
| Pos. | Atleta            | Società sportiva           | Corsa   | Bici    | Sci di fondo | Totale  |
| ---- | ----------------- | -------------------------- | ------- | ------- | ------------ | ------- |
|      | Sandra Mairhofer  | Granbike Triathlon         | 0:24:17 | 0:27:02 | 0:21:46      | 1:15:07 |
|      | Bianca Morvillo   | Granbike Triathlon         | 0:25:20 | 0:26:03 | 0:22:37      | 1:16:11 |
|      | Chiara Novelli    | Olimpic Triathlon          | 0:26:49 | 0:28:40 | 0:24:50      | 1:22:18 |
| 4    | Roberta Fedeli    | Tri. Rari Nantes Marostica | 0:27:38 | 0:34:16 | 0:23:59      | 1:28:15 |
| 5    | Pamela Schiavini  | Triathlon Alto Adige       | 0:27:38 | 0:32:50 | 0:25:11      | 1:28:40 |
| 6    | Maria Angioni     | Granbike Triathlon         | 0:26:26 | 0:35:29 | 0:24:26      | 1:28:48 |
| 7    | Giuliana Lamastra | Trisports.it Team          | 0:30:28 | 0:32:02 | 0:25:13      | 1:30:28 |
| 8    | Federica Ferrari  | Friesian Team              | 0:30:12 | 0:33:39 | 0:25:21      | 1:31:58 |
| 9    | Elisa Nardi       | Granbike Triathlon         | 0:27:10 | 0:28:38 | 0:33:37      | 1:31:59 |
| 10   | Paola Goldoni     | Desenzano Triathlon        | 0:28:16 | 0:31:34 | 0:30:41      | 1:32:36 |
| 11   | Elisa Berton      | Granbike Triathlon         | 0:28:43 | 0:29:48 | 0:31:08      | 1:32:51 |
| 12   | Marina Biemmi     | Granbike Triathlon         | 0:28:47 | 0:32:00 | 0:29:34      | 1:34:04 |
| 13   | Elena Garagnani   | Tribo                      | 0:33:01 | 0:38:10 | 0:21:16      | 1:35:15 |
| 14   | Giorgia Palieri   | Raschiani Tri Pavese       | 0:29:36 | 0:36:59 | 0:26:47      | 1:35:25 |
| 15   | Ilaria Zavanone   | Woman Triathlon Italia     | 0:26:21 | 0:36:50 | 0:30:21      | 1:36:26 |
| 16   | Valentina Zanet   | Eroi del Piave             | 0:28:44 | 0:41:41 | 0:23:36      | 1:37:01 |
| 17   | Barbara Davolio   | Woman Triathlon Italia     | 0:29:57 | 0:36:09 | 0:29:11      | 1:37:43 |
| 18   | Serena Piganzoli  | Trisports.it Team          | 0:29:15 | 0:39:08 | 0:27:53      | 1:38:48 |
| 19   | Romina Pertoldi   | Udine Triathlon            | 0:30:18 | 0:34:19 | 0:33:00      | 1:40:10 |
| 20   | Roberta Peron     | CY Laser Tri Schio         | 0:31:33 | 0:37:42 | 0:31:23      | 1:43:40 |